# Abaycosa nanica
Espèce
Synonymes
- Pardosa nanica Mello-Leitão, 1941
- Pardosa flammula Mello-Leitão, 1945

Abaycosa nanica est une espèce d'araignées aranéomorphes de la famille des Lycosidae.

## Distribution
Cette espèce se rencontre en Argentine, en Uruguay, au Paraguay, en Bolivie et au Brésil.

## Description
La femelle holotype mesure 5 mm.
Le mâle décrit par Laborda, Bidegaray-Batista, Simó, Brescovit, Beloso et Piacentini en 2022 mesure 3,20 mm et la femelle 4,66 mm.

## Systématique et taxinomie
Cette espèce a été décrite sous le protonyme Pardosa nanica par Mello-Leitão en 1941. Elle est placée dans le genre Abaycosa par Laborda, Bidegaray-Batista, Simó, Brescovit, Beloso et Piacentini en 2022.
Pardosa flammula a été placée en synonymie par Laborda, Bidegaray-Batista, Simó, Brescovit, Beloso et Piacentini en 2022.

## Publication originale
- Mello-Leitão, 1941 : « Las arañas de la provincia de Santa Fe colectadas por el Profesor Birabén. » Revista del Museo de La Plata, Nueva Serie, Zoología, vol. 2, p. 199-225.